# 八代拓
八代拓（日语：／ Yashiro Taku，1993年1月6日—）是日本的男性聲優。出身於岩手縣。日本播音演技研究所出身。隸屬於VIMS。

## 人物
首次接演主角的作品是《虎面人W》的東直人／虎面人。2018年，獲得第12回聲優獎的新人男優賞。
喜歡的四字成語是「四面楚歌」。
和內田雄馬是好朋友。憧憬的聲優是森久保祥太郎。

## 演出作品
※粗體字為主要角色。

### 電視動畫
2013年
- 銀之匙 Silver Spoon（作業員B、中學的朋友B）

2014年
- 飆速宅男（觀眾）
- 惡魔的謎語（刑務官B）
- 一週的朋友（同學）
- 人生諮詢電視動畫「人生」（副會長）
- 生存遊戲社（客）
- Persona4 the Golden ANIMATION（回答者）
- 狼少女與黑王子（男學生、搭訕男、祭典顧客）
- 飆速宅男 GRANDE ROAD（觀眾）

2015年
- ALDNOAH.ZERO 第2期（火星兵士）
- 純潔的瑪利亞（英兵C）
- 在地下城尋求邂逅是否搞錯了什麼（冒險者D、史考特）
- 食戟之靈（料理人B、業者、工作人員B、男學生D、男學生C、調理師A、男學生A）
- 亞爾斯蘭戰記（兵士）
- 你好！！黃金拼圖（教師A）
- FAIRY TAIL（德利亞泰）
- GANGSTA.（高文、蒙洛組·組員）
- 魔物娘的同居日常（竊盜犯）
- 銀魂°（鳳凰）
- 槍與面具（不良、騎士）
- 高校星歌劇（宣傳社員、司儀、學生）

2016年
- 機動戰士GUNDAM 鐵血的孤兒（凱爾妲親衛隊）
- Active Raid－機動強襲室第八課－（警官B）
- NORN9 命運九重奏（部下）
- 百無禁忌！女高中生私房話（海苔介[7]）
- FAIRY TAIL ZERO（魔導士、職人、男）
- 舞武器·舞亂伎（黑服、刑事）
- Dimension W －第四次元－（警官）
- 這名男子，從事魔法工作。（內海十四日[8]）
- 迷家（颯人[9]）
- 偶像學園STARS！（結城昴[10]）
- 少年女僕（隼人[11]）
- 在下坂本，有何貴幹？（不良、男學生、小混混）
- 不愉快的妖怪庵（嵯峨則人）
- 食戟之靈 貳之皿（工作人員1）
- 虎面人W（東直人／虎面人[12]）
- SHOW BY ROCK!!#（歐利翁）
- 少女編號（男性聲優E、活動工作人員、客、社員）
- 遊戲王ARC-V(BB/決鬥學院戰獸)

2017年
- ACCA13區監察課（雷爾[13]）
- Hand Shakers（男學生）
- 舌尖上的義大利（折木衛[14]）
- 時鐘機關之星（里蒙茲）
- 巴哈姆特之怒 VIRGIN SOUL（客）
- 單蠢女孩（黑崎龍一）
- 猜謎王（丸山亘）
- 戰刻夜血（由利鎌之助）
- DYNAMIC CHORD（諏宮篠宗）
- 偶像大師SideM（柏木翼）
- 泥鯨之子們在沙地上歌唱（席科庫）

2018年
- 皇帝聖印戰記（巴爾多林德士兵）
- 極道超女（晶）
- 阿宅的戀愛太難（相庭）
- 千銃士（布朗·貝絲[15]）
- 中間管理錄利根川（海老谷）
- GRAND BLUE碧藍之海（男性的聲音A）
- 關於我轉生變成史萊姆這檔事（伊芙利特）
- 軒轅劍·蒼之曜（拓跋淵[16]）
- 人外的新娘（木齋橋壹屋[17]）
- BAKUMATSU（山崎烝[18]）
- 火之丸相撲（澤井理音、瀨良拓海）
- 末班車後，在膠囊旅館向上司傳遞微熱的夜晚。（羽田野秋彥[19]）
- 偶像大師 SideM 有理由Mini！（柏木翼）
- 遊戲王vrains (不靈夢/炎之伊格尼斯)

2019年
- 不吉波普不笑（谷口正樹[20]）
- 不愉快的妖怪庵 續（嵯峨則人）
- B-PROJECT ～絕頂＊Emotion～（寺光遙日[21]）
- 家有女友（藤井夏生[22]）
- 輝夜姬想讓人告白～天才們的戀愛頭腦戰～（柏木的男友[23]）
- 妖怪手錶 影之章（白虎）
- BAKUMATSU CRISIS（山崎烝）
- 南無阿彌陀佛!-蓮台 UTENA-（地藏菩薩）
- 盾之勇者成名錄（范．萊西諾特）
- 星光王子 KING OF PRISM -Shiny Seven Stars-（十王院翔）
- 在地下城尋求邂逅是否搞錯了什麼II（艾倫·傅洛摩）
- 籃球少年王（安原真一[24]）
- 廚病激發BOY（關谷拓海）
- 入間同學入魔了！（巴欽·巴拉奇、錫蒙利·奇修萊特）
- 募戀英雄 PIECE OF TRUTH（槙慶太）
- 放學後桌遊俱樂部（青島悠人）
- 炎炎消防隊（伏爾甘·喬瑟夫[25]）
- 刀劍神域 Alicization War of Underworld（伊斯卡恩）
- 非洲的動物上班族（野牛）

2020年
- 達爾文遊戲（前坂隆二）
- 淘氣貓2020：家有圓圓？！～我家的圓圓你知道嗎～（金成若）
- 試證明理科生已墜入情網。（總務）
- 偶像學園 on Parade！（結城昴）
- 隱瞞之事（志治仰[26]）
- 遊戲王SEVENS（上城龍久／路克）
- 社長，戰鬥的時間到了！（萊巴[27]）
- 輝夜姬想讓人告白？～天才們的戀愛頭腦戰～（柏木的男友）
- LISTENERS 聆聽者（萊特[28]）
- 炎炎消防隊 貳之章（伏爾甘·喬瑟夫）
- 刀劍神域 Alicization War of Underworld -THE LAST SEASON-（伊斯卡恩）
- 眾神眷顧的男人（雷賓）
- 在魔王城說晚安（詛咒的牙醫師）
- 在地下城尋求邂逅是否搞錯了什麼III（艾倫·傅洛摩）
- 戰翼的希格德莉法（高田·惣一朗）

2021年
- Praeter之傷（龍真晃牙）
- EX-ARM（木村）
- 堀與宮村（進藤晃一）
- 關於我轉生變成史萊姆這檔事 第2期（伊芙利特）
- SHOW BY ROCK!! STARS!!（歐利翁）
- 工作細胞BLACK（紅血球〈NC8429〉）
- 憂國的莫里亞蒂（波西米亞國王）
- 聖女魔力無所不能（裘德）
- 關於我轉生變成史萊姆這檔事 轉生史萊姆日記（伊芙利特）
- 入間同學入魔了！（第2期）（錫蒙利·奇修萊特、青空翔）
- 灼熱卡巴迪（木崎新太郎）
- 給不滅的你（古古〈青年〉）
- RE-MAIN（垣花慶太）
- 開掛藥師的異世界悠閒生活～到異世界開藥房去～（吉拉爾）
- 精靈幻想記（菲利浦三世）
- 桃子男孩渡海而來（中鬼）
- 現實主義勇者的王國重建記（哈爾帕德·馬古那）
- 月光下的異世界之旅（萊姆那堤）
- 因為不是真正的夥伴而被逐出勇者隊伍，流落到邊境展開慢活人生（艾瑞斯）
- 異世界食堂2（羅梅洛）
- 陰陽眼見子（美男子）

2022年
- 里亞德錄大地（伊澤克）
- 白領羽球部（立花梓馬）
- 魔法使黎明期（庫德）
- 輝夜姬想讓人告白-超級浪漫-（田沼翼）
- 青之蘆葦（冨樫慶司）
- Lycoris Recoil 莉可麗絲（真島手下、武裝集團、三谷）
- 異世界迷宮裡的後宮生活（加賀道夫[29]）
- 幕末替身傳說（羅生丸[30]）
- 後宮之烏（衛青[31]）
- 入間同學入魔了！（第3期）（錫蒙利·奇修萊特）
- 呆萌酷男孩（黑崎[32]）
- 忍之一時（高嶺火村[33]）
- 給不滅的你 Season2（古古〈青年〉）
- 鏈鋸人（荒井博一[34]）
- 遊戲王GO RUSH（The☆魯格）
- 書蟲公主（約翰）
- 點滿農民相關技能後，不知為何就變強了。（聶帝爾斯）

2023年
- 轉生公主與天才千金的魔法革命（莫里茲·夏爾托斯）
- 傲嬌反派千金莉潔洛特與實況主遠藤同學及解說員小林同學（雷歐·沙赫[35]）
- 關於我在無意間被隔壁的天使變成廢柴這件事（赤澤樹[36]）
- 魔王學院的不適任者～史上最強的魔王始祖，轉生就讀子孫們的學校～II（齊格·奧茲瑪）
- 最強陰陽師的異世界轉生記（澤庫特）
- 眾神眷顧的男人2（雷賓）
- EDENS ZERO 伊甸星原（拉格納[37]）
- 鄰人似銀河（久我一郎[38]）
- Opus.COLORs 色彩高校星（斑鳩杏壽[39]）
- 寶可夢 地平線（弗里德[40]）
- 第二次被異世界召喚（特蘭·斯尼塔）
- 久保同學不放過我（須藤勇真）
- 屍體如山的死亡遊戲（阿牙倉百矢）
- 不死少女的謀殺鬧劇（真打津輕[41]）
- 堀與宮村 -piece-（進藤晃一[42]）
- 神劍闖江湖－明治劍客浪漫譚－（相樂左之助[43]）
- 謊言遊戲（霧谷凍夜）
- 烈焰先鋒 救國的橘衣消防員（斧田駿[44]）
- 競速 OVERTAKE!（德丸俊軌[45]）
- B-PROJECT ～熱烈＊Love Call～（寺光遙日[46]）
- 黑暗集會（奧茲華德[47]）
- 聖女魔力無所不能II（裘德[48]）
- 鴨乃橋論的禁忌推理（修比茲·費亞[49]）
- 我想成為影之強者！ 2nd season（一葉）
- 想當冒險者前往都市的女兒成為S級（王座男／班傑明）
- 闇影詩章F（光的父親）

2024年
- 月光下的異世界之旅 第二幕（萊姆那堤[50]）
- 反派千金等級99～我是隱藏頭目但不是魔王～（艾德溫·巴爾夏恩[51]）
- 百千家的妖怪王子（火車[52]）
- 王者天下 第5期（俚玉[53]））
- 最弱魔物使開始了撿垃圾之旅。（拉特魯亞[54]）
- 我回來了、歡迎回家（平井祐樹[55]）
- 名偵探柯南（本田雅斗）
- 異世界自殺突擊隊（瑞克·佛萊格[56]）
- 神劍闖江湖－明治劍客浪漫譚－ 京都動亂（相樂左之助[57]）
- 在地下城尋求邂逅是否搞錯了什麼V 豐穰女神篇（艾倫·傅洛摩[58]）
- 鴨乃橋論的禁忌推理 2nd Season（修比茲·費亞[59]）
- MF GHOST 燃油車鬥魂（諸星瀨名[60]）
- 村井之恋（井上）

2025年
- 青春特調蜂蜜檸檬蘇打（瀨戶悟[61]）
- 最弱技能《果實大師》 ～關於能無限食用技能果實（吃了就會死）這件事～（古拉烏斯）
- 吸吸吸吸吸血鬼（篠塚健[62]）
- SAKAMOTO DAYS 坂本日常（神神迴[63]）
- 青之驅魔師 終夜篇（志摩矛造）
- 異修羅 第2期（漂浮指南針歐爾庫特）
- 鬼人幻燈抄（甚太[64]／甚夜[65]）
- 瞬間治癒卻被當成廢物踢出隊伍的天才治療師，改當無照治療師快樂過活（桑德[66]）
- 炎炎消防隊 參之章（伏爾甘·喬瑟夫[67]）
- Everyday Host（始[68]）
- 小浣熊 卡爾卡爾團（ロジカル[69]）
- Classic★Stars – 古典樂★之星（LOST·貝多芬[70]）
- 機動戰士Gundam GQuuuuuuX（米格爾·塞爾瓦特）
- 黑執事 綠之魔女篇（魯德格）
- 正義使者 -我的英雄學院之非法英雄-（疤面男[71]）
- 9-nine- 支配者的王冠（主人公〈梅比烏斯之環〉）
- 戀上換裝娃娃 Season 2（古賀岳琉[72]）
- 娑婆氣（佐助[73]）

2026年
- 關於我在無意間被隔壁的天使變成廢柴這件事 第2期（赤澤樹[74]）
- 正義使者 -我的英雄學院之非法英雄- 第2期（疤面男[75]）

時期未定
- 花樣少年少女（佐野泉[76]）

### OVA
- 新網球王子 OVA vs Genius10（不破鐵人）
- 單色小姐 -The Animation-

### 劇場版動畫
2016年
- 星光少男 KING OF PRISM by PrettyRhythm（十王院翔[77]）
- 劇場版 偶像學園STARS！（結城昴）

2017年
- 劇場版 FAIRY TAIL -DRAGON CRY-（格普利）
- 星光少男 KING OF PRISM -PRIDE the HERO-（十王院翔）

2018年
- K SEVEN STORIES Episode 1「R:B ～BLAZE～」（矢俁大智）
- 妖怪手錶：永遠的朋友（白虎）

2020年
- 星光王子 KING OF PRISM ALL STARS -星光時尚秀 ☆ Best Ten-（十王院翔）
- 巨蟲列島（柘植寬）
- 電影 貓貓日本史 ～龍馬無厘頭的時間旅行！～（中岡慎太郎）
- 怪物彈珠 THE MOVIE 路西法 絕望的黎明（蘭斯洛特）

2021年
- 劇場編輯版 隱瞞之事 -秘密之事是什麼-（志治仰）
- 宇宙之法-伊羅興篇-（クロヒョウ型宇宙人ブン）
- 讓我聽見愛的歌聲（ミカド）

2022年
- BLUE THERMAL（相原春風[78]）
- 輝夜姬想讓人告白-永不結束的初吻-（田沼翼）

2023年
- 愛麗絲與特蕾絲的虛幻工廠（笹倉大輔[79]）

2024年
- 星光王子 KING OF PRISM -Dramatic PRISM.1-（十王院翔[80]）

2025年
- 星光王子 KING OF PRISM -Your Endless Call-（十王院翔[81]）
- Virgin Punk: Clockwork Girl（路易斯·高迪[82]）

### 網路動畫
2024年
- 與聲優夜遊 ANIMATION[83]

### 遊戲
2014年
- 妖怪們的午飯（狸吉）
- 激鬥學園（土羅間真春、大神吠、嶋霧破）
- 金之叛逆
- 白貓Project（道格拉斯·溫格特）
- 天空艦隊（大和、馬卡斯、阿爾伯特）
- 魔女異聞錄：伊絲塔利亞傳說（狂壞魔神錫蒙利）
- 放課後Colorful*step 〜運動部〜
- 放課後Colorful*step 〜文化部〜

2015年
- 偶像大師 SideM（柏木翼[84]）
- 碧藍幻想（柏木翼[85]）
- XUCCESS HEAVEN（拉斯伊爾[86]）
- JOJO的奇妙冒險 天國之眼（埃克索爾·RO[87]）
- 白貓Project（道格拉斯·溫格特、達尼爾[88]）
- DYNAMIC CHORD feat.KYOHSO（諏宮篠宗）
- 夏色高校★青春白書（鳴瀨祐一）
- 魔法使與黑貓維茲（凱因）
- 夢王國與沉睡中的100位王子殿下（天狼星[89]、希利烏斯）
- 琉球異聞 朱櫻之繋（安仁屋真久壽[90]）

2016年
- 三國志物語（周瑜公瑾[91]）
- 南無阿彌陀佛！（地藏菩薩[92]）
- Period zero（城崎哉[93]）
- 美男革命（愛德華·布萊特[94]）

2017年
- 動物偶像（柚木真哉）
- 美男吸血鬼- 偉人的愛戀誘惑（太宰治）

2019年
- 永恆冒險（傑洛）
- 聖火降魔錄 英雄雲集（艾夫拉姆、羅迪）

2020年
- 食物語（擔仔麵）
- 美男戰國～穿越時空之戀（今川義元）
- 執劍之刻 （狩野探幽）

2021年
- 終遠のヴィルシュ（アドルフ）

2022年
- 明日方舟（掠风）
- 寶可夢大師（瑪瓜）

### BLCD
- 凹凸Sugar Days（花峰淚）[95]
- 溢れて零れて、我慢できない（零司）

### 數位漫畫
- VOMIC 暗殺教室
- VOMIC SOUL CATCHER(S)

### 旁白
2015年
- Lady!? Steady,GO!!（電視廣告旁白[96]）
- 梶100!

### 廣播
- Good Things（bayfm：2020年4月5日－）※星期日節目主持
- ON8+1（bayfm：2018年4月5日－2020年3月26日）※星期四節目主持
- MOZAIKU NIGHT（bayfm：2014年10月－2018年3月27日）※星期二節目主持
- 偶像大師SideM廣播 315ProNight!]]（NICONICO直播：2015年4月3日－2016年3月25日）
- 村瀨與八代（暫）（超!A&G+：2015年10月7日－[97]）
- 納鳴村 村役場宣傳課（音泉：2016年4月7日－7月14日）[98]

## 音樂CD

### 角色歌
| 發售日  | 專輯名稱                                              | 演唱名義                                                                   | 歌曲名稱                                                                                 | 備註                         |
| 2015年  | 2015年                                                | 2015年                                                                     | 2015年                                                                                   | 2015年                       |
| ------- | ----------------------------------------------------- | -------------------------------------------------------------------------- | ---------------------------------------------------------------------------------------- | ---------------------------- |
| 4月15日 | THE IDOLM@STER SideM ST@RTING LINE -02 DRAMATIC STARS | DRAMATIC STARS［天道輝（仲村宗悟）、櫻庭薰（内田雄馬）、柏木翼（八代拓）］ | 「STARLIGHT CELEBRATE!」 「DRAMATIC NONFICTION」 「DRIVE A LIVE（DRAMATIC STARS ver.）」 | 遊戲《偶像大師 SideM》角色歌 |
| 2016年  |                                                       |                                                                            |                                                                                          |                              |
| 5月25日 |                                                       | 有頂天BOYS〔龍兒（花江夏樹）、隼人（八代拓）、伊吹（山本和臣）〕           | 「」                                                                                     | 電視動畫《少年女僕》片尾曲   |

## 外部連結
- 事務所公開簡歷（页面存档备份，存于）（日語）
- 八代拓公式Twitter（页面存档备份，存于）（日語）
- 八代拓的個人資料、照片、画像 - goo News（页面存档备份，存于）（日語）